# Monique Krüs
Monique Krüs (Utrecht, 1959) is een Nederlandse sopraan en componist. Haar stemsoort is de dramatische coloratuursopraan.

## Loopbaan

### Studie
Monique Krüs begon als kind met piano- en gitaarlessen. Tijdens haar tienerjaren schreef ze haar eerste stukken voor piano en gitaar en eigen songs. Na haar eindexamen studeerde ze 3 jaar Psychologie aan de Universiteit van Utrecht terwijl ze tegelijkertijd de vooropleiding voor een studie Klassiek Gitaar aan het Utrechts Conservatorium volgde. In diezelfde tijd zong ze in een eigen jazz-trio en schreef ze de titelsong voor de eerste speelfilm van de latere Oscar-winnaar Mike van Diem. Tijdens haar studie Psychologie deed ze auditie voor de zangopleiding van het conservatorium, werd ze aangenomen en wisselde ze van studie. Tijdens haar zangstudie ontdekte ze haar voorliefde voor opera. De studie sloot ze af met een jaar operaklas aan het Mozarteum in Salzburg.

### Zangeres
Na haar zangstudie was Monique Krüs 3 jaar lang als solist verbonden aan het Operahuis van Essen. Ze ontwikkelde een internationale zangcarrière waarin ze samenwerkte met dirigenten als Reinbert de Leeuw, Edo de Waart, Markus Stenz, Peter Eötvös en Michael Schønwandt. Haar repertoire omvat werken van barok tot heden.
Ze werkte mee aan verschillende wereld-premières waaronder de opera Hier van Guus Janssen aan De Nationale Opera, en Giuseppe e Sylvia van Adriana Hölsky aan de Staatsopera Stuttgart. Ook zong ze in de uitvoering van Tattooed Tongues van Martijn Padding tijdens de Warschauer Herbst. Als regelmatige gast in de ZaterdagMatinee in het Amsterdamse Concertgebouw was zij te horen in o.a. het Requiem van Ligeti, in Arabella van Strauss, in de Cantata della fiaba estrema van Hans Werner Henze en de Three Shakespeare Songs van Ton de Leeuw. In 2012 viel ze op het laatste moment in bij de concertante uitvoering van Hotel de Pêkin van Willem Jeths in de ZaterdagMatinee, waarbij ze een week de tijd had om de voor haar onbekende partij te studeren. Voor een speciale uitvoering van het Stabat Mater van Pergolesi in de Nederlandse vertaling van Willem Wilmink werkte ze met het Orkest van het Oosten o.l.v. Jaap van Zweden. Voor de kinderfilm Abeltje zong ze het lied Waarheen leidt de weg in.
Ze was nauw betrokken bij de oprichting van Opera Spanga in Friesland, een jaarlijks internationaal operafestival. In dit festival zong ze o.a. in de opera's Rigoletto, Les contes d'Hoffmann, The Rake's Progress, Ariadne auf Naxos, Falstaff en Gianni Schicchi. In 2007 schreef ze voor Opera Spanga haar eerste opera Gods Videotheek, waarin ze tevens de sopraanpartij vertolkte. Ze was daarnaast artistiek leider van het Utrechtse Oudegracht Opera Concert.
Naast optredens geeft ze ook zanglessen, zowel aan studenten als in workshops en masterclasses. Ook geeft ze zang-coaching aan ensembles en koren.

### Componist
Monique Krüs is als componist volledig autodidact. Ze schrijft in een toegankelijk tonaal idioom, met als uitgangspunt melodie-lijnen die 'ademen', alsof ze gezongen worden. Sinds 1995 componeert en produceert zij muziek voor tv- programma's, naast songs, werken voor ensembles en muziektheater. Van 2000 tot 2009 was haar muziek dagelijks te horen op jeugdzender Z@ppelin.
Toen de Gemeente Utrecht in 2005 een promotiefilm maakte om de start van de Tour de France in 2015 naar Utrecht te halen, werd zij gevraagd de muziek voor de promotiefilm te schrijven. In 2007 schreef ze voor Opera Spanga haar eerste opera Gods Videotheek. In 2009 schreef ze voor het Impuls Festival für neue Musik in Magdeburg (Duitsland) Eine Odyssee (muziektheater) naar een tekst van Ad de Bont, voor en uitgevoerd door jongeren. Voor Orkest Zuid schreef zij Grief of Gravity, een cantate voor symfonisch blaasorkest, koor en sopraan, uitgevoerd o.a. in het Muziekgebouw aan 't IJ. Op verzoek van pianist Marcel Worms schreef ze in 2008 een blues voor piano (Saskia in Blue) voor de opening van een Rembrandttentoonstelling in Marokko.
Op uitnodiging van het Gergiev Festival maakte ze in 2011 de familievoorstelling Soeraki, heldin van de zee, op tekst van Sjoerd Kuyper met musici van het Rotterdams Philharmonisch Orkest. In opdracht van de Gemeente Utrecht schreef zij in 2013 voor de herdenking van de Vrede van Utrecht een opera op een libretto van Arthur Japin. Op verzoek van het Peter de Grote Festival voor kamermuziek in Groningen schreef zij in 2013 ook de opera The Tsar, his wife, her lover and his head over Peter de Grote, waarbij zij voor het eerst haar eigen werk zelf dirigeerde. In 2015 schreef ze de jeugdopera Anne & Zef, over Anne Frank en Zef, een Albanese jongen.
In 2017 componeerde ze het verplichte werk voor het Internationaal Vocalisten Concours in ‘s Hertogenbosch, Lunam, ne quidem Lunam, op een in het Latijn vertaald gedicht van Pé Hawinkels. In 2019 en 2020 schreef ze delen van het Utrechts Requiem, een modern requiem waarin levensverhalen van mensen centraal staan. In 2020 schreef ze voor Stichting Appeltaartconcerten (die muziekuitvoeringen brengt voor mensen die niet zo makkelijk naar een reguliere concertzaal kunnen gaan) de muziektheatrale voorstelling De Nachtegaal en de Keizer, op tekst van Carel Alphenaar. In 2020 werkte ze ook mee aan het programma Music for empty spaces, een concert dat live gestreamd werd en waarin 12 componisten en musici met 12 premières van nieuw werk reflecteerden op de eerste Nederlandse lockdown van de Coronapandemie. Krüs schreef hiervoor het lied No one is an island.

### Dirigent
Monique Krüs volgde dirigeerlessen bij Jan Stulen en Vincent de Kort. In 2013 dirigeerde ze voor het eerst een uitvoering, en wel van haar eigen werk de opera The Tsar, his wife, her lover and his head. In 2019 dirigeerde ze haar opera Anne & Zef tijdens het Internationaal Opera Festival Wiesbaden, uitgevoerd door leden van het Wiesbaden Staatstheater. Anne & Zef wordt in 2022 hernomen door het Residentie Orkest onder haar leiding in Den Haag.

### Overig
Sinds augustus 2020 is Krüs lid van de Raad van Toezicht van Buma/Stemra. Ze was tevens bestuurslid en vice-voorzitter van Nieuw Geneco. Ze zit regelmatig in de examencommissies van de Zangopleidingen van de Conservatoria van Tilburg en Amsterdam, en was jurylid in de Alba Rosa Vietor Composition Competition.

## Werkenlijst
Monique Krüs maakte o.a. de volgende composities: 
| Jaar        | Titel                                      | Genre                                        | Instrumentatie                                                            |
| ----------- | ------------------------------------------ | -------------------------------------------- | ------------------------------------------------------------------------- |
| z.j.        | Sint Maarten Lied                          | koor/lied                                    | koor SATB of solo zangstem en piano/gitaar                                |
| z.j.        | Jungle                                     | kinderen/pop                                 | zang en piano/gitaar                                                      |
| z.j.        | Vlieg met ons mee                          | kinderen/pop                                 | zang en piano/gitaar                                                      |
| z.j.        | HoelaHoep en meer, 10 korte kinderliederen | kinderen/pop                                 |                                                                           |
| 2004        | Die Rote Kaiserin                          | opera/monodrama                              | sopraan, tape en slagwerk                                                 |
| 2006        | Awakening                                  | lied                                         | sopraan en cello                                                          |
| 2006        | Ik droomde dat ik vliegen kon              | kinderen/pop                                 | zang en piano/gitaar                                                      |
| 2006        | Toveren                                    | kinderen/pop                                 | zang en piano/gitaar                                                      |
| 2006        | Scherpe tanden                             | kinderen/pop                                 | zang en piano/gitaar                                                      |
| 2006        | Ridders en prinsessen                      | kinderen/pop                                 | zang en piano/gitaar                                                      |
| 2006        | Een dino in je huis                        | kinderen/pop                                 | zang en piano/gitaar                                                      |
| 2006        | Knipperdeknap                              | kinderen/pop                                 | zang en piano/gitaar                                                      |
| 2006        | Kriebelbeestjes                            | kinderen/pop                                 | zang en piano/gitaar                                                      |
| 2006        | Verlegen zijn is niet zo fijn              | kinderen/pop                                 | zang en piano/gitaar                                                      |
| 2006        | Heksensoep                                 | kinderen/pop                                 | zang en piano/gitaar                                                      |
| 2007        | Gods videotheek                            | opera                                        | solisten SATB, kamerorkest                                                |
| 2008        | 2 Liederen                                 | lied                                         | zangstem en piano                                                         |
| 2008        | Mozartique 1-3                             | kamermuziek                                  | Gemakkelijke stukken voor piano solo                                      |
| 2008        | Saskia in Blue                             | kamermuziek, blues                           | piano                                                                     |
| 2009        | Eine Odyssee                               | opera/muziektheater voor 15+                 | koor SATB, solisten, kamerorkest                                          |
| 2009        | Grosser Odysseus                           | koor                                         | koor SATB en piano                                                        |
| 2010        | Grief of Gravity                           | orkest/cantate                               | sopraan solo, koor SATB en blaasorkest                                    |
| 2010        | Bloesem                                    | kamermuziek                                  | cyclus voor altviool en gitaar                                            |
| 2011        | Soeraki                                    | opera/muziektheater voor kinderen van 6-8 jr | klein ensemble                                                            |
| 2011        | R.E.L Romeyn en Lhamoree (tv)              | leadermuziek                                 |                                                                           |
| 2012        | Lippijn, a comedy                          | koor/opera                                   | koor SATB en piano                                                        |
| 2012        | Across the Bridge                          | kamermuziek                                  | dwarsfluit en piano                                                       |
| 2013        | The Tsar, his wife, her lover              | kameropera                                   | 6 zangers SSATBB                                                          |
| 2013        | ArtMen (tv)                                | leadermuziek                                 |                                                                           |
| 2015        | Anne & Zef (Nl, De Fr, Eng, It)            | opera/muziektheater voor 12+                 | soli sopraan, bariton en kamerorkest                                      |
| 2015        | Orchis, a requiem                          | kamermuziek                                  | hobo en strijkkwartet                                                     |
| 2015        | Nachtegalen                                | kamermuziek                                  | gitaar, altviool en cello                                                 |
| 2015        | Kunstuur (tv)                              | leadermuziek                                 |                                                                           |
| 2015 - 2020 | Man en Kunst (tv)                          | leadermuziek                                 |                                                                           |
| 2016        | Apenootje (Nl/De/Eng)                      | opera/muziektheater voor kinderen            | zanger en klein enemble                                                   |
| 2016        | Lunam, ne quidem Lunam                     | lied                                         | zangstem en piano                                                         |
| 2016        | Lunam, ne quidem Lunam                     | lied                                         | versie voor symfonieorkest                                                |
| 2016        | Hoe lieflijk                               | lied                                         | sopraan en cello                                                          |
| 2016        | Trans and Proud                            | lied                                         | zang en piano/gitaar                                                      |
| 2017        | Steen van Licht / Piedra de Luz            | lied                                         | zangstem en piano                                                         |
| 2018        | Common Chorale                             | koor                                         | koor SATB en piano, violoncello (optioneel)                               |
| 2018        | Come to my arms                            | koor                                         | koor SATB a capella, ook in versie met piano of strijkkwartet             |
| 2018        | Hoist the Jack!                            | koor                                         | koor SATB en piano                                                        |
| 2018        | Gloria ad Iside                            | koor                                         | koor SATB en piano met optioneel slagwerk                                 |
| 2018        | Corto Maltese, The Ballad of the Salty Sea | opera                                        | solisten, koor SATB, kamerorkest                                          |
| 2018/2019   | Blauwe Hond (tv)                           | leadermuziek                                 |                                                                           |
| 2019        | We komen eraan                             | koor/lied                                    | koor SATB of solo zangstem en piano / gitaar                              |
| 2019        | Morning Light                              | koor                                         | vrouwenkoor SMA a capella                                                 |
| 2019        | Equinox - liedcyclus                       | koor                                         | vrouwenkoor SSMA a capella of met piano of gitaar                         |
| 2019        | Denkend aan Holland                        | koor                                         | koor TTBB/ATTBB/SATB a capella, ook in versie voor solo bariton met piano |
| 2019        | Karma is een Bitch! (2e Utrechts Requiem)  | koor                                         | vrouwen-/kinderkoor SSA, mezzosopraan solo en kamerorkest                 |
| 2019        | Onrust (2e Utrechts Requiem)               | koor                                         | koor SATB, bariton solo en kamerorkest                                    |
| 2019        | Die Kokette                                | koor                                         | koor SATB a capella                                                       |
| 2019        | We komen eraan                             | koor/lied                                    | koor SATB of solo zangstem, piano / gitaar                                |
| 2019        | Nu te Zien (tv)                            | leadermuziek                                 |                                                                           |
| 2019        | Six over Rembrandt (tv)                    | leadermuziek                                 |                                                                           |
| 2020        | Morning Light                              | koor                                         | vrouwenkoor SMA a capella                                                 |
| 2020        | De Nachtegaal en de Keizer                 | opera                                        | (mezzo-)sopraan/actrice, altviool, fagot en piano                         |
| 2020        | Vogelsuite (prelude)                       | kamermuziek                                  | altviool, fagot en piano                                                  |
| 2020        | Equinox                                    | koor                                         | vrouwenkoor SSMA en piano of gitaar, ook in a capella versie              |
| 2020        | No one is an island                        | lied                                         |                                                                           |
| 2021        | Eindelijk gehoord (3e Utrechts Requiem)    | koor                                         | koor SATB, klarinet, harp, viool en cello                                 |
| 2021        | Chaos (3e Utrechts Requiem)                | koor                                         | koor SATB, klarinet, harp, viool en cello                                 |
| 2021        | Eingefangene Zeit cyclus                   | lied                                         | hoge zangstem en piano                                                    |
| 2021        | Zee Suite                                  | kamermuziek                                  | strijkkwartet                                                             |
| 2022        | Utrecht Magnificat                         | koor                                         | Vrouwenkoor SSMA, soli sopraan, mezzo-sopraan, kamerorkest                |
| 2022        | Je vis, je meurs, liedcyclus               | lied                                         | hoge zangstem strijkkwartet, orgel, harp                                  |

## Discografie
Monique Krüs is te horen op de volgende CD's:
- 1995 Jocaste, opera van Charles Chaynes (live vanuit het Operatheater te Rouen) - Monique Krüs e.a., Chœur du Théâtre des Arts en Orchestre symphonique de Rouen o.l.v. Frédéric Chaslin, label Chamade CHCD 5633/34
- 1997 Turm aus Zimt, Hans Rotman - Monique Krüs e.a., Sinfonietta Nova, label Classic Talent DOM 2910600SP
- 1999 Aap verslaat Knekelgeest, opera van Peter Schat - Monique Krüs e.a., Ensemble Beestenboel o.l.v. Vincent de Kort, label Donemus CV 73
- 2002 The Hollow Men, cantate van Kees van Baaren en andere werken - Monique Krüs e.a., Groot Omroepkoor, Radio Philharmonisch Orkest o.l.v. Reinbert de Leeuw, label Composers' Voice CV 103
- 2006 Peter Schat, complete works; opname 1999 Aap verslaat Knekelgeest, label NM Classics 92133
- 2013 Hotel de Pékin, opera van Willem Jeths (live vanuit het Concertgebouw Amsterdam) - Monique Krüs e.a., Groot Omroepkoor en Radio Philharmonisch Orkest o.l.v. Michael Schönwandt
- (....) Torre de Canela, opera van Hans Rotman - gegevens onbekend[12]
- (....) Erosion, opera van Hans Rotman - gegevens onbekend[12]